# Hemşin Deresi
Der Hemşin Deresi ist ein Zufluss des Schwarzen Meeres im Nordosten der Türkei.
Der Hemşin Deresi entspringt im Ostpontischen Gebirge.
Der Fluss strömt in nördlicher Richtung durch das Bergland der Landkreise  Hemşin und Pazar der Provinz Rize. 
Der Hemşin Deresi passiert das Kreisverwaltungszentrum Hemşin sowie die Ortschaft Kocaköprü.  
Er mündet schließlich bei der Küstenstadt Pazar ins Schwarze Meer.
Der Hemşin Deresi hat eine Länge von 38,5 km. 